# Stephen Miran
Stephen Ira Miran (* 1984) ist ein US-amerikanischer Ökonom und Berater, der für seine Rolle in der Wirtschaftspolitik der Vereinigten Staaten bekannt ist. Er ist  Vorsitzender des Council of Economic Advisers (CEA) im Weißen Haus und hat maßgeblich zur Gestaltung der Handels- und Zollpolitik der Regierung beigetragen. Im August 2025 wurde er vorübergehend ins Direktorium der Federal Reserve berufen.

## Frühes Leben und Ausbildung
Miran studierte Wirtschaftswissenschaften, Philosophie und Mathematik an der Boston University, wo er 2005 seinen Abschluss machte. Anschließend promovierte er 2010 in Wirtschaftswissenschaften an der Harvard University unter der Leitung von Martin Feldstein, einem renommierten Ökonomen und ehemaligen Vorsitzenden des CEA während der Reagan-Administration.

## Karriere
Vor seiner Tätigkeit im Weißen Haus arbeitete Miran als Senior-Stratege bei Hudson Bay Capital Management, einem globalen Investmentunternehmen. Er war außerdem Mitbegründer des Vermögensverwaltungsunternehmens Amberwave Partners und ist als Adjunct Fellow am Manhattan Institute tätig.

## Wirtschaftspolitische Ansichten
Miran ist ein Befürworter von Zöllen als Mittel zur Umstrukturierung des globalen Handelssystems. Er argumentiert, dass die Überbewertung des US-Dollars Handelsungleichgewichte verursacht und die Wettbewerbsfähigkeit der amerikanischen Industrie beeinträchtigt.  Er erklärte in einer Rede am 7. April 2025, die Rolle des US-Dollars als Reservewährung erlaube es den USA nicht einfach, durch anhaltende Leistungsbilanzdefizite über ihre Verhältnisse zu leben. Die Bereitstellung der Reservewährung sei ein öffentliches Gut, für das andere Staaten den USA künftig Tribut zahlen sollten:

„Niedrigere Steuern für Amerikaner, die teilweise durch ausländische Einnahmen finanziert werden, werden Wirtschaftswachstum, Dynamik und Chancen schaffen, wie sie unser Land noch nie erlebt hat, und Präsident Trumps neues Goldenes Zeitalter einläuten. Die Reduzierung des Defizits wird zu niedrigeren Staatsanleihenzinsen und damit auch zu niedrigeren Hypotheken- und Kreditkartenzinsen führen und so einen Wirtschaftsboom ankurbeln.“

In einem Strategiepapier skizzierte er Reformansätze, die darauf abzielen, den US-Dollar abzuwerten und Handelsungleichgewichte zu korrigieren.

## Einfluss auf die Politik
Miran hat die Wirtschaftspolitik der Regierung stark beeinflusst, insbesondere durch seine Unterstützung für hohe Zölle. Er sieht  sie als Möglichkeit, Einnahmen für den Staat zu generieren und gleichzeitig die heimische Industrie zu schützen. Mirans Schrift "A User’s Guide to Restructuring the Global Trading System" soll die Grundzüge für die unter dem Begriff Mar-a-Lago Accord zusammengefasste Vorgehensweise der Trump-Verwaltung zur Veränderung der US-Wirtschafts-  und Währungspolitik enthalten.
Die von Miran vorgeschlagenen Maßnahmen, insbesondere die Einführung hoher Zölle, haben sowohl Unterstützung als auch heftige Kritik erfahren. Während einige seine Ansätze – in Teilen als  berechtigt – als notwendig für die wirtschaftliche Stabilität der USA betrachten, warnen andere vor den negativen  Auswirkungen auf die US-amerikanische Volkswirtschaft  sowie die globalen Märkte.